# Giugatal
Giugatal är ett sammansatt tal n sådant att för varje av dess distinkta primtalsfaktorer pi har vi {\displaystyle p_{i}|({n \over p_{i}}-1)}, eller ekvivalent, {\displaystyle p_{i}^{2}|(n-p_{i})}.
Giugatal är uppkallade efter matematikern Giuseppe Giuga, och avser hans förmodan om primtal.

## Definitioner
En alternativ definition av Giugatal av Takashi Agoh är: ett sammansatt tal n är ett Giugatal om och endast om kongruensen
{\displaystyle nB_{\varphi (n)}\equiv -1{\pmod {n}}}
gäller, där B är ett Bernoullital och {\displaystyle \varphi (n)} är Eulers fi-funktion.
En ekvivalent formulering av Giuseppe Giuga är: ett sammansatt tal n är ett Giugatal om och endast om kongruensen
{\displaystyle \sum _{i=1}^{n-1}i^{\varphi (n)}\equiv -1{\pmod {n}}}
och om och endast om
{\displaystyle \sum _{p|n}{\frac {1}{p}}-\prod _{p|n}{\frac {1}{p}}\in \mathbb {N} .}
Alla kända Giugatal n uppfyller även förhållandet
{\displaystyle \sum _{p|n}{\frac {1}{p}}-\prod _{p|n}{\frac {1}{p}}=1.}

## Exempel
De första Giugatalen är:
30, 858, 1722, 66198, 2214408306, 24423128562, 432749205173838, 14737133470010574, 550843391309130318, 244197000982499715087866346, 554079914617070801288578559178, 1910667181420507984555759916338506, … (talföljd A007850 i OEIS)
Till exempel är 30 ett Giugatal då dess primtalsfaktorer är 2, 3 och 5, och vi kan verifiera att
- 30/2 − 1 = 14, vilket är delbart med 2
- 30/3 − 1 = 9, som är 3 i kvadrat
- 30/5 − 1 = 5, den tredje största primtalsfaktorn i sig

## Egenskaper
Primtalsfaktorerna för ett Giugatal måste vara distinkta. Om {\displaystyle p^{2}} delar {\displaystyle n}, då framgår det att {\displaystyle {n \over p}-1=n'-1} där {\displaystyle n'} är delbart med {\displaystyle p}. Därför skulle {\displaystyle n'-1} inte vara jämnt delbart med {\displaystyle p}, och således skulle {\displaystyle n} inte vara ett Giugatal.
Således är det endast kvadratfria tal som kan vara Giugatal. Exempelvis är faktorerna av 60 är 2, 2, 3 och 5, och 60/2 - 1 = 29, vilket inte är delbart med 2. Således är 60 inte ett Giugatal.
Detta utesluter kvadrater av primtal, men semiprimtal kan inte vara Giugatal heller. Ty om {\displaystyle n=p_{1}p_{2}}, med {\displaystyle p_{1}<p_{2}} primtal så är {\displaystyle {n \over p_{2}}-1=p_{1}-1<p_{2}} och då är {\displaystyle p_{2}} inte delbart med {\displaystyle {n \over p_{2}}-1} och således är {\displaystyle n} inte ett Giugatal.
Alla kända Giugatal är jämna. Om ett udda Giugatal existerar så måste det vara en produkt av minst 14 primtal. Det är inte känt om det finns oändligt många Giugatal.
Paolo P. Lava (2009) förmodade att Giugatal är lösningar till differentialekvationen n'=n+1 där n' är den aritmetiska derivatan av n.
José Mª Grau och Antonio Oller-Marcén har visat att ett heltal n är ett Giugatal om och endast om det uppfyller n'= an +1 för något heltal a>0, där n' är den aritmetiska derivatan av n.